# Betriebshof Kreuzbergstraße

Betriebshof XIV Kreuzbergstraße, zwischen 1890 und 1897

Der Betriebshof Kreuzbergstraße (Kurzbezeichnung seit etwa 1935: Kreuz) war ein Betriebshof der Berliner Straßenbahn. Der 1883 als Bahnhof XIV für die Große Berliner Pferde-Eisenbahn (GBPfE) eröffnete Hof wurde um die Jahrhundertwende für den elektrischen Betrieb umgerüstet und nach seiner Zerstörung infolge eines Bombenangriffs 1944 geschlossen. Das Gelände wurde später geräumt und wird gegenwärtig (Stand: 2016) von einer Grundschule genutzt.

## Geschichte
Der Hof befand sich auf dem Grundstück Kreuzbergstraße 16–18 Ecke Großbeerenstraße. Die Berliner Baupolizei stellte der GBPfE die Baugenehmigung am 8. August 1883 aus. Diese beinhaltete die Erlaubnis zur Errichtung eines Etagenstalls, einer Wagenhalle, einer  Schmiede sowie eines Toilettengebäudes. Der Rohbau wurde am 26. Oktober 1883 abgenommen. Zwei je 13,5 m lange Rampen, über die die Zugpferde in die obere Etage gelangten, genehmigte die Baupolizei im November desselben Jahres. Ende 1883 war der Betriebshof weitgehend fertiggestellt. Ein im Oktober genehmigtes Verwaltungsgebäude kam hingegen nicht zur Ausführung. Der Hof war für die Bereitstellung von Pferden und Wagen auf den Linien Kreuzberg – Gesundbrunnen, Kreuzberg – Friedrichstraße Ecke Behrenstraße, Kreuzberg – Demminer Straße und Gneisenaustraße – Moabit vorgesehen.
Nach der Fertigstellung der Hochbauten fanden im Frühjahr 1884 Maßnahmen zur Grundwasserabsenkung statt, die Schmiede am nördlichen Ende der Wagenhalle ging etwa zu dieser Zeit in Betrieb. Im August 1884 richtete die GBPfE im hinteren Teil zusätzlich eine Schlosserei ein. 1886 fand eine erste Erweiterung des Hofes statt, wofür die GBPfE das Nachbargrundstück Kreuzbergstraße 19–20 einbezog. Am 1. April 1886 beantragte die Gesellschaft den Bau eines zweiten Etagenstalls, dessen Abnahme am 10. September 1886 stattfand. Im gleichen Jahr begann der Bau einer zweiten Wagenhalle und die Vergrößerung der Schmiede infolge des angestiegenen Pferdebestands. Im Ausbauzustand von 1890 umfasste der Hof XIV zwei Wagenhallen mit einer Kapazität von 100 Wagen und zwei Etagenställe für etwa 500 Pferde. Ergänzt wurden diese von Nebengebäude wie Schmiede, Schlosserei und Mistgrube. 1891 wurde die massive Giebelfront der jüngeren Wagenhalle durch eine hölzerne Verkleidung ersetzt, da die Durchfahrten beim Bau zu klein dimensioniert wurden. 1893 ließ die GBPfE das Grundstück einfrieden, im Folgejahr entstand ein Bürogebäude. Der Fachwerkbau soll sich zuvor auf dem Dresdener Bahnhof befunden haben.
Anlässlich der Berliner Gewerbeausstellung von 1896 stellte die GBPfE die ersten Linien auf elektrischen Betrieb um, 1898 folgten der Beschluss der vollständigen Elektrifizierung und die Umfirmierung in Große Berliner Straßenbahn (GBS). Noch im Jahr 1897 stellte das Unternehmen einen Antrag zur Errichtung von vier Arbeitsgruben für den elektrischen Betrieb, 1898 genehmigte man ihr die Neuerrichtung von zwei Wagenhallen für 45 und 72 Wagen. Die alten Anlagen der Pferdebahn sollten hierfür weichen. Die erste Wagenhalle und der dazugehörige Pferdestall wurden im Sommer 1898 abgebrochen, die neue Halle war Ende desselben Jahres im Rohbau fertiggestellt. Ihre Abnahme war am 12. Mai 1899. Der Abbruch der zweiten Pferdebahnhalle war im Dezember 1899 abgeschlossen, sodass die neue Wagenhalle erst im Folgejahr fertiggestellt werden konnte. Im gleichen Jahr ließ die GBS ein dreigeschossiges Wohn- und Verwaltungsgebäude errichten.
Der Hof hatte nach weiteren Ergänzungen eine Kapazität von rund 200 Wagen. Durch die Ausweitung des Streckennetzes in die Vororte befand sich der Hof nach 1920 in einer relativ zentralen Lage. Er war daher als Heimatbahnhof der Ringlinien 1 (Stadtring), 2 (Bahnhofsring) und 3 (Großer Ring) vorgesehen. Ab etwa 1935 trug der Hof die Kurzbezeichnung Kreuz. Während des Zweiten Weltkriegs wurde die Straßenbahn für den Güterverkehr herangezogen. Auf dem Hof Kreuz befand sich hierfür eine Rampe zur Verladung der Güter in die Beiwagen.
Durch alliierte Luftangriffe erlitt der Bahnhof schwere Beschädigungen, weshalb die Berliner Verkehrsbetriebe (BVG) ihn am 30. Januar 1944 für den Straßenbahnbetrieb schlossen. Seit 1949 befand sich die Fahrleitungsmeisterei der BVG auf dem Hofgelände. Die Halle 2 ließ sie 1952 zum Teil wiederherstellen, in ihr waren Werkstätten und Lagerräume eingerichtet. 1960 übernahm die Finanz- und Grundstücksverwaltung Berlins das Grundstück von der BVG. Bei einem Feuer brannten 1971 zwei Schuppen ab, die übrigen Hochbauten wurden in den Jahren 1974/1975 abgerissen. Das Gelände wurde kurze Zeit darauf mit einem Schulgebäude überbaut. In diesem ist die Charlotte-Salomon-Grundschule eingerichtet.